# خنیس
خنیس (به عربی: خنیس) یک شهر کوچک در تونس است که در استان منستیر واقع شده‌است. خنیس ۱۱٬۲۲۹ نفر جمعیت دارد.